# 디자이너 등록제
디자이너 등록제(상공부 고시 제5403호, 디자이너등록 요령)는 1970년 상공부(현 산업통상자원부)와 한국디자인포장센터(현 한국디자인진흥원)가 우수 디자이너의 보호 육성과 우수한 디자인의 개발로 수출 상품을 고급화하고 수출 진흥에 기여하도록 하기 위해 실시한 제도이다.

## 역사
- 1970년 상공부 고시 제5403호에 의해 제1차 디자이너 등록이 실시되어 233명이 등록되었다.[2] 디자이너로 등록된 사람은 연구비를 지급 받을 수 있었고, 해외 파견 훈련, 개발한 디자인의 실용화, 취업알선 등의 지원을 받았다.[3]
- 1971년에는 203명이 디자이너 등록을 했고 11월 20일 전국 디자이너 대회 개최하여 168명이 참가했다.[2][4]
- 1972년 새로이 마련된 디자이너 등록제가 실시되었다(상공부 고시 제8287호).[5]
- 1984년 디자이너 등록제가 정비되고 재실시 되었다. 등록분야는 시각디자인, 공예, 제품 및 환경 디자인이었다.[2]
- 1993년 7월까지 시각디자인 분야에 1,095명, 환경디자인 분야에 832명, 제품디자인 부문에 564명 등 총 2,491명이 등록한 것으로 조사되었다.[2]
- 2002년 정부의 행정규제 개정 작업으로 폐지되어 2018년 8월 한국디자인산업연합회와 함께 디자이너경력관리센터(https://designcareer.kodfa.org)를 운영하면서 시스템을 통해 디자이너의 이력을 관리하게 되었다.[2]
- 2019년 디자인센서스 조사에 따르면 2018년 기준 디자인 인력 규모는 330,411명이다.[2]